# Martyr

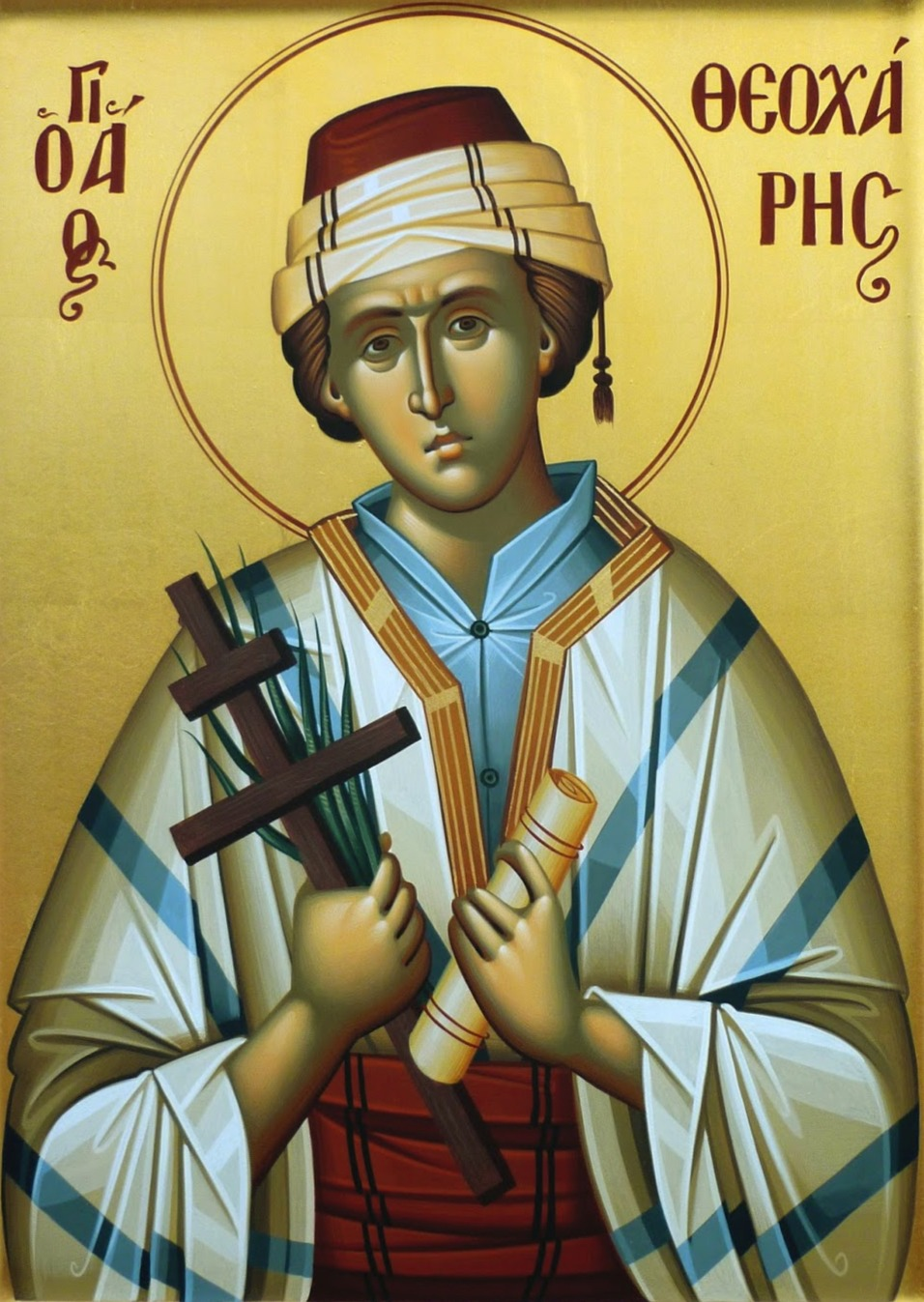
Theocharis av Neapolis är en grekisk-ortodox martyr, som blev stenad och hängd år 1740 med anledning av att han vägrade konvertera till islam.

Martyr (av grekiska martys, genitiv martyros ’vittne’), blodsvittne eller blodsdop, det vill säga den som med sitt liv fått plikta för sin tro genom martyrdöden.
I nutida språkbruk används ordet i en bredare betydelse, avseende personer som dödats, straffats, utsatts för våld eller andra övergrepp på grund av sin grupptillhörighet eller sitt ideologiska engagemang.

## Kristendomen
Den förste omtalade kristne martyren är Stefan (Apostlagärningarna 7). Under förföljelsernas århundraden blev martyrerna de kristna hjältarna framför andra, man bevarade deras kvarlevor (reliker), och deras dödsdagar firades med minneshögtider. När förföljelserna upphörde i början av 300-talet tilltog kulten av martyrerna, och över deras gravar, till exempel i Rom, byggdes basilikor för de stora skarorna av pilgrimer. Martyrernas liv och död framställdes i konsten, framför allt i ikonmåleriet. Vanliga attribut är martyrkrona, palmkvist och kors som symboler för döden och uppståndelsen i Kristi efterföljelse.

## Islam
I islam är den som dör i det rättfärdiga kriget, jihad, en martyr, shahîd, och kan förvänta sig att komma direkt till paradiset. Den som blivit martyr utsätts inom islam inte för den traditionella tvagningen före begravningen, utan jordfästs i sina blodiga kläder. Föreställningen om martyrskapet är framträdande inom islam där bland annat profeten Mohammeds farbror Hamza, hans kusin Ali, hans dotterson Husayn ibn Ali samt övriga stupade vid Karbala äras som martyrer.

## Bahá'í
Inom bahá'í-tron uppskattas antalet martyrer i Iran till över 20.000 åren 1844 – 1854 i samband med den väckelserörelse som Báb startade. Flera utländska ambassader i Irans huvudstad Teheran reagerade skarpt mot de bestialiska formerna av avrättningar i landet; det persiska prästerna och myndigheterna hetsade upp folkmassor så att lynchmobbar hackade människor i småbitar, begravde människor levande, sköt levande offer ur kanoner, kokade dem levande i olja, stenade dem till döds, och de kvinnor som följt Bábs uppmaning att ta av sig sina slöjor kvävdes genom att en vattenindränkt slöja eller sjal tvingades ned i halsen på dem. Báb, som själv blev martyr när han arkebuserades den 9 juli 1850, är begravd nära Elias grotta på Karmelbergets utlöpare mot Haifa. 19 trädgårdsliknande terrasser anlagda i trappstegsform leder upp till den stora gravkupol som rests över Bábs grav på berget. Förföljelserna av den bahá'í-troende minoriteten tilltog i Iran efter revolutionen; den 18 juni 1983 torterades och hängdes 16-åriga Mona Mahmudnizhad och nio andra mycket unga kvinnor i staden Shiraz. Deras brott var att de i sina hem undervisat bahá'í-samfundets barn eftersom bahá'í-troende inte har rätt till utbildning i Iran.